# Ropan Ilves
Ropan Ilves är en ö i Finland. Den ligger i sjön Suvasvesi och i kommunen Leppävirta i den ekonomiska regionen  Varkaus ekonomiska region  och landskapet Norra Savolax, i den sydöstra delen av landet, 300 km nordost om huvudstaden Helsingfors. Öns area är 44,3 hektar och dess största längd är 1 kilometer i sydöst-nordvästlig riktning.